# Primas Germaniae
Primas Germaniae is een historische eretitel voor de belangrijkste katholieke bisschop in Duitsland.
Sinds ten minste 965 was de titel in bezit van de aartsbisschop van Mainz als belangrijkste aartsbisschop en meest edele keurvorst van het Heilige Roomse Rijk totdat de bisschoppelijke zetel van Mainz in 1803 werd geseculariseerd. De aartsbisschop van Mainz was de primus inter pares onder de Duitse prins-keurvorsten en voorzitter van de Raad van keurvorsten bij de Rijksdag. Hij was de legatus natus (plaatsvervanger van de paus) ten noorden van de Alpen. Ook had hij het recht om de raad van keurvorsten bijeen te roepen en voor te zitten bij het kiezen van een nieuwe keizer. 